# Anthidiellum flavescens
Anthidiellum flavescens là một loài Hymenoptera trong họ Megachilidae. Loài này được Friese mô tả khoa học năm 1925.
Loài này phân bố ở Zimbabwe.